# Campionati europei di winter triathlon del 2020
I Campionati europei di winter triathlon del 2020 (XXII edizione) si sono tenuti a Cheile Gradistei in Romania, in data 29 febbraio 2020.
Tra gli uomini ha vinto per la settima volta il russo Pavel Andreev, mentre la gara femminile è andata alla connazionale Svetlana Sokolova.
Si sono aggiudicati il titolo mondiale nella categoria junior rispettivamente il russo Vladislav Semenov e la slovacca Margareta Bicanova.
La gara valida per il titolo di campione europeo di winter triathlon, nella categoria under 23 è andata all'italiano Franco Pesavento, mentre tra le donne alla russa Svetlana Sokolova.

## Risultati

### Élite uomini
| Pos. | Nome                       | Paese       | Corsa    | Bici     | Sci      | Totale   |
| ---- | -------------------------- | ----------- | -------- | -------- | -------- | -------- |
|      | Pavel Andreev              | Russia      | 00:14:54 | 00:19:40 | 00:16:46 | 00:52:21 |
|      | Giuseppe Lamastra          | Italia      | 00:15:28 | 00:18:59 | 00:16:55 | 00:52:38 |
|      | Viorel Palici              | Romania     | 00:14:58 | 00:19:58 | 00:16:42 | 00:52:53 |
| 4    | Dmitriy Bregeda            | Russia      | 00:14:50 | 00:20:12 | 00:17:01 | 00:52:57 |
| 5    | Franco Pesavento           | Italia      | 00:14:46 | 00:20:28 | 00:17:48 | 00:54:05 |
| 6    | Daniel Antonioli           | Italia      | 00:15:27 | 00:20:34 | 00:16:56 | 00:54:11 |
| 7    | Pello Osoro                | Spagna      | 00:15:44 | 00:19:32 | 00:17:45 | 00:54:30 |
| 8    | Alessandro Saravalle       | Italia      | 00:16:20 | 00:19:09 | 00:17:40 | 00:54:36 |
| 9    | Pavel Yakimov              | Russia      | 00:15:40 | 00:20:12 | 00:18:01 | 00:55:00 |
| 10   | Mario Kosut                | Slovacchia  | 00:15:40 | 00:20:17 | 00:18:17 | 00:55:16 |
| 11   | Evgeny Kirillov            | Russia      | 00:15:48 | 00:20:44 | 00:17:50 | 00:55:20 |
| 12   | Ivan Zalavtsev             | Russia      | 00:15:49 | 00:21:00 | 00:18:08 | 00:55:57 |
| 13   | Evgenii Evgrafov           | Russia      | 00:15:48 | 00:19:00 | 00:20:31 | 00:56:43 |
| 14   | Silviu-Ionut Manea         | Romania     | 00:16:22 | 00:20:54 | 00:19:21 | 00:58:18 |
| 15   | Kristian Monsen            | Norvegia    | 00:17:01 | 00:23:01 | 00:18:31 | 01:00:23 |
| 16   | Alin Mihai Cupsa           | Romania     | 00:16:23 | 00:25:07 | 00:19:33 | 01:02:45 |
| 17   | Jesús Alberto García Colas | Spagna      | 00:16:49 | 00:22:56 | 00:21:43 | 01:02:58 |
| 18   | Alex Rhodes                | Regno Unito | 00:18:06 | 00:23:54 | 00:20:49 | 01:04:22 |
| 19   | Angus Young                | Regno Unito | 00:16:38 | 00:22:12 | 00:24:12 | 01:05:11 |
| 20   | Ali Oner                   | Turchia     | 00:20:27 | 00:26:34 | 00:24:14 | 01:14:18 |
| 21   | Danut Munteanu             | Romania     | 00:21:04 | 00:33:13 | 00:21:46 | 01:17:34 |

### Élite donne
| Pos. | Atleta              | Paese      | Corsa    | Bici     | Sci      | Totale   |
| ---- | ------------------- | ---------- | -------- | -------- | -------- | -------- |
|      | Svetlana Sokolova   | Russia     | 00:17:48 | 00:23:48 | 00:19:23 | 01:02:12 |
|      | Romana Slavinec     | Austria    | 00:18:20 | 00:24:31 | 00:19:28 | 01:03:51 |
|      | Yulia Surikova      | Russia     | 00:17:48 | 00:24:21 | 00:20:50 | 01:04:10 |
| 4    | Maria Luiza Rasina  | Romania    | 00:18:11 | 00:26:03 | 00:19:45 | 01:05:25 |
| 5    | Aneta Grabmullerova | Rep. Ceca  | 00:19:33 | 00:24:35 | 00:21:04 | 01:06:22 |
| 6    | Kristina Lapinova   | Slovacchia | 00:18:12 | 00:25:19 | 00:22:05 | 01:07:12 |
| 7    | Lydia Drahovska     | Slovacchia | 00:19:29 | 00:24:37 | 00:22:29 | 01:08:07 |
| 8    | Nadezhda Belkina    | Russia     | 00:18:56 | 00:26:02 | 00:22:21 | 01:08:43 |
| 9    | Valeria Kuznetsova  | Russia     | 00:19:44 | 00:27:51 | 00:20:23 | 01:09:21 |
| 10   | Timea Lorincz       | Romania    | 00:22:08 | 00:28:55 | 00:22:42 | 01:15:15 |

### Junior uomini
| Pos. | Nome                 | Paese      | Corsa    | Bici     | Sci      | Totale   |
| ---- | -------------------- | ---------- | -------- | -------- | -------- | -------- |
|      | Vladislav Semenov    | Russia     | 00:08:38 | 00:14:24 | 00:11:32 | 00:35:43 |
|      | Yaroslav Kurilenok   | Russia     | 00:08:30 | 00:15:49 | 00:10:54 | 00:36:18 |
|      | Dmitrii Zotov        | Russia     | 00:09:00 | 00:15:00 | 00:11:22 | 00:36:18 |
| 4    | Marat Timerbulatov   | Russia     | 00:08:41 | 00:14:37 | 00:12:57 | 00:37:30 |
| 5    | Robert Judiak        | Slovacchia | 00:08:59 | 00:16:13 | 00:14:49 | 00:41:45 |
| 6    | Leonord Stefan Hincu | Romania    | 00:09:33 | 00:18:36 | 00:12:38 | 00:42:20 |

### Junior donne
| Pos. | Atleta                 | Paese      | Corsa    | Bici     | Sci      | Totale   |
| ---- | ---------------------- | ---------- | -------- | -------- | -------- | -------- |
|      | Margareta Bicanova     | Slovacchia | 00:08:50 | 00:16:18 | 00:13:20 | 00:39:54 |
|      | Polina Sadovaia        | Russia     | 00:10:03 | 00:17:28 | 00:13:07 | 00:41:42 |
|      | Anastasiia Nepomilueva | Russia     | 00:10:43 | 00:17:44 | 00:12:30 | 00:42:28 |
| 4    | Ekaterina Chukseeva    | Russia     | 00:10:05 | 00:17:46 | 00:13:17 | 00:42:44 |
| 5    | Katja Krenn            | Austria    | 00:11:05 | 00:19:42 | 00:15:59 | 00:48:29 |
| 6    | Bancila Alexia Ioana   | Romania    | 00:11:06 | 00:23:31 | 00:16:14 | 00:54:07 |

### Under 23 uomini
| Pos. | Atleta           | Paese      | Corsa    | Bici     | Sci      | Totale   |
| ---- | ---------------- | ---------- | -------- | -------- | -------- | -------- |
|      | Franco Pesavento | Italia     | 00:14:46 | 00:20:28 | 00:17:48 | 00:54:05 |
|      | Mario Kosut      | Slovacchia | 00:15:40 | 00:20:17 | 00:18:17 | 00:55:16 |
|      | Ivan Zalavtsev   | Russia     | 00:15:49 | 00:21:00 | 00:18:08 | 00:55:57 |
| 4    | Evgenii Evgrafov | Russia     | 00:15:48 | 00:19:00 | 00:20:31 | 00:56:43 |
| 5    | Danut Munteanu   | Romania    | 00:21:04 | 00:33:13 | 00:21:46 | 01:17:34 |

### Under 23 donne
| Pos. | Atleta             | Paese      | Corsa    | Bici     | Sci      | Totale   |
| ---- | ------------------ | ---------- | -------- | -------- | -------- | -------- |
|      | Svetlana Sokolova  | Russia     | 00:17:48 | 00:23:48 | 00:19:23 | 01:02:12 |
|      | Maria Luiza Rasina | Romania    | 00:18:11 | 00:26:03 | 00:19:45 | 01:05:25 |
|      | Lydia Drahovska    | Slovacchia | 00:19:29 | 00:24:37 | 00:22:29 | 01:08:07 |
| 4    | Nadezhda Belkina   | Russia     | 00:18:56 | 00:26:02 | 00:22:21 | 01:08:43 |
| 5    | Valeria Kuznetsova | Russia     | 00:19:44 | 00:27:51 | 00:20:23 | 01:09:21 |